# Coupe d'Europe des nations d'athlétisme 2002
Navigation
CE des nations 2001 CE des nations 2003
La 23e coupe d'Europe des nations d'athlétisme s'est déroulée les 22 et 23 juin 2002 à Annecy en France pour la Superligue, à Banská Bystrica et Séville pour la 1re division, à Tallinn et Belgrade pour la 2e division. Elle comporte 20 épreuves chez les hommes et 20 chez les femmes, avec l'adjonction du 3 000 m steeple féminin.

## Superligue

### Classement
En raison de la disqualification tardive du Britannique Dwain Chambers pour les résultats obtenus par cet athlète en 2002 et 2003, notamment ceux en Coupe d’Europe et Coupe du monde 2002,
l’EAA a confirmé les résultats suivants :
- à Annecy ( France), les 22 et 23 juin 2002
- 100 m : 
  - 1er Aimé-Issa Nthépé  France 10 s 27
  - 2. Kostyantin Rurak  Russie 10 s 31
  - 3. Francesco Scuderi  Italie 10 s 35
- 4 × 100 m : 
  - 1.  Allemagne	38 s 88
  - 2.  Italie	38 s 89
  - 3.  Pologne	39 s 08

C'est donc l'Allemagne qui a remporté cette Coupe, de justesse devant la France. Cependant, c'est le Royaume-Uni qui participe, à tort, à la Coupe du monde (mais où tous ses résultats seront annulés).

Chez les femmes, la Russie obtient une 6e victoire consécutive. Parmi les victoires individuelles russes, il y a trois records de la compétition : 53 s 38 par Yuliya Pechonkina au 400 m haies, 7,42 m par Tatyana Kotova au saut en longueur et 4,70 m par Svetlana Feofanova au saut à la perche.
| Place | Pays        | Points |
| ----- | ----------- | ------ |
| 1     | Allemagne   | 109    |
| 2     | France      | 107    |
| 3     | Russie      | 96     |
| 4     | Royaume-Uni | 95     |
| 5     | Italie      | 91,5   |
| 6     | Pologne     | 87     |
| 7     | Ukraine     | 64,5   |
| 8     | Finlande    | 61     |

| Place | Pays        | Points |
| ----- | ----------- | ------ |
| 1     | Russie      | 122,5  |
| 2     | Allemagne   | 103    |
| 3     | France      | 89     |
| 4     | Roumanie    | 88     |
| 5     | Royaume-Uni | 80,5   |
| 6     | Pologne     | 75,5   |
| 7     | Ukraine     | 73,5   |
| 8     | Italie      | 73     |

### Résultats par épreuve

#### Hommes
| Épreuve | Or                                                            | Or                  | Argent                                                                       | Argent             | Bronze                                                             | Bronze             |
| --- | ------------------------------------------------------------- | ------------------- | ---------------------------------------------------------------------------- | ------------------ | ------------------------------------------------------------------ | ------------------ |
| 100 m (Vent : +0,2 m/s) | Issa-Aimé Nthépé FRA                                          | 10 s 27             | Konstantin Rurak UKR                                                         | 10 s 31            | Francesco Scuderi ITA                                              | 10 s 35            |
| 200 m (Vent : -0,4 m/s) | Marlon Devonish GBR                                           | 20 s 27             | Marcin Urbas POL                                                             | 20 s 45            | Marco Torrieri ITA                                                 | 20 s 65            |
| 400 m | Daniel Caines GBR                                             | 45 s 14             | Ingo Schultz GER                                                             | 45 s 33            | Marek Plawgo POL                                                   | 45 s 35 (PB)       |
| 800 m | Yuriy Borzakovskiy RUS                                        | 1 min 46 s 58       | Nils Schumann GER                                                            | 1 min 46 s 99      | Pawel Czapiewski POL                                               | 1 min 47 s 92      |
| 1 500 m | Mehdi Baala FRA                                               | 3 min 47 s 21       | Michael East GBR                                                             | 3 min 48 s 26      | Pawel Czapiewski POL                                               | 3 min 48 s 77 (SB) |
| 3 000 m | Driss Maazouzi FRA                                            | 7 min 53 s 41       | Mikhail Yeginov RUS                                                          | 7 min 54 s 05      | Jan Fitschen GER                                                   | 7 min 54 s 92      |
| 5 000 m | Dmitriy Maksimov RUS                                          | 14 min 09 s 92 (SB) | Sam Haughian GBR                                                             | 14 min 11 s 60     | Ismaïl Sghyr FRA                                                   | 14 min 14 s 00     |
| 3 000 m steeple | Bouabdellah Tahri FRA                                         | 8 min 30 s 22       | Damian Kallabis GER                                                          | 8 min 32 s 04      | Roman Usov RUS                                                     | 8 min 34 s 10      |
| 110 m haies (Vent : +0,7 m/s) | Colin Jackson GBR                                             | 13 s 15             | Mike Fenner GER                                                              | 13 s 33 (SB)       | Andrea Giaconi ITA                                                 | 13 s 35 (NR,PB)    |
| 400 m haies | Fabrizio Mori ITA                                             | 48 s 41             | Stéphane Diagana FRA                                                         | 48 s 45            | Chris Rawlinson GBR                                                | 48 s 87            |
| 4 × 100 m | GER Ronny Ostwald Alexander Kosenkow Marc Blume Thomas Müller | 38 s 88 (SB)        | ITA Francesco Scuderi Alessandro Cavallaro Marco Torrieri Stefano Dacastello | 38 s 89 (SB)       | POL Piotr Balcerzak Marcin Jedrusinski Marcin Urbas Zbigniew Tulin | 39 s 08 (SB)       |
| 4 × 400 m | GBR Jared Deacon Timothy Benjamin Jamie Baulch Daniel Caines  | 3 min 00 s 57 (SB)  | GER Ingo Schultz Jens Dautzenberg Ruwen Faller Bastian Swillims              | 3 min 00 s 80 (SB) | FRA Leslie Djhone Stéphane Diagana Naman Keïta Marc Raquil         | 3 min 00 s 92 (SB) |
| Saut en hauteur | Grégory Gabella FRA                                           | 2,30 m (PB)         | Yaroslav Rybakov RUS                                                         | 2,28 m             | Grzegorz Sposób POL                                                | 2,25 m             |
| Saut à la perche | Tim Lobinger GER                                              | 5,75 m              | Giuseppe Gibilisco ITA Denis Yurchenko UKR                                   | 5 s 70             |                                                                    |                    |
| Saut en longueur | Chris Tomlinson GBR                                           | 8,17 m              | Nicola Trentin ITA                                                           | 8,15 m (SB)        | Salim Sdiri FRA                                                    | 8,03 m             |
| Triple saut | Jonathan Edwards GBR                                          | 17,19 m             | Fabrizio Donato ITA                                                          | 17,17 m (SB)       | Charles Friedek GER                                                | 17,11 m            |
| Lancer du poids | Yuriy Bilonog UKR                                             | 20,55 m             | Ville Tiisanoja FIN                                                          | 20,29 m            | Paolo Dal Soglio ITA                                               | 19,87 m            |
| Lancer du disque | Michael Möllenbeck GER                                        | 66,82 m             | Dmitri Chevtchenko RUS                                                       | 62,03 m            | Olgierd Stanski POL                                                | 60,88 m            |
| Lancer du marteau | Olli-Pekka Karjalainen FIN                                    | 79,25 m             | Andrey Skvaruk UKR                                                           | 79,04 m            | Maciej Palyszko POL                                                | 78,25 m            |
| Lancer du javelot | Sergey Makarov RUS                                            | 88,24 m             | Steve Backley GBR                                                            | 85,03 m            | Boris Henry GER                                                    | 83,90 m            |
| Records et Performances - AR : Record continental (area record) - CR : Record des championnats (championship record) - MR : Record du meeting (meet record) - NR : Record national (national record) - OR : Record olympique (olympic record) - PR : Record paralympique (paralympic record) - PB : Record personnel (personal best) - SB : Meilleure performance personnelle de la saison (season's best) - WL : Meilleure performance mondiale de l'année (world leader) - WJR : Record du monde junior (world junior record) - WR : Record du monde (world record) Circonstances et Conditions - DNF : N'a pas terminé (did not finish) - DNS : N'a pas pris le départ (did not start) - DQ : Disqualification (disqualification) - NM : Aucun essai valable enregistré (No Mark) - Q : Qualifié « directement » au prochain tour (ou à la prochaine compétition), lors d'une compétition majeure, grâce au classement ou à la réalisation des minima (automatic qualifier) - q : Qualifié au prochain tour (ou à la prochaine compétition), lors d'une compétition majeure, grâce au repêchage ou à la réalisation de l'une des meilleures performances parmi celles des « non qualifiés directement » (grâce au meilleur temps ou à la meilleure distance par exemple) (secondary qualifier) |                                                               |                     |                                                                              |                    |                                                                    |                    |

#### Femmes
| Épreuve | Or                                                              | Or             | Argent                                                                | Argent             | Bronze                                                              | Bronze             |
| --- | --------------------------------------------------------------- | -------------- | --------------------------------------------------------------------- | ------------------ | ------------------------------------------------------------------- | ------------------ |
| 100 m (Vent : +0,4 m/s) | Muriel Hurtis FRA                                               | 10 s 96 (PB)   | Manuela Levorato ITA                                                  | 11 s 20 (SB)       | Yuliya Tabakova RUS                                                 | 11 s 24            |
| 200 m (Vent : +0,6 m/s) | Muriel Hurtis FRA                                               | 22 s 51        | Manuela Levorato ITA                                                  | 22 s 76            | Sina Schielke GER                                                   | 22 s 91 (SB)       |
| 400 m | Antonina Yefremova UKR                                          | 50 s 70 (SB)   | Grazyna Prokopek POL                                                  | 51 s 34 (SB)       | Francine Landre FRA                                                 | 51 s 78 (SB)       |
| 800 m | Irina Mistyukevich RUS                                          | 1 min 59 s 76  | Elisabeth Grousselle FRA                                              | 1 min 59 s 95      | Ivonne Teichmann GER                                                | 2 min 00 s 07      |
| 1 500 m | Maria Cioncan ROM                                               | 4 min 03 s 74  | Lidia Chojecka POL                                                    | 4 min 04 s 84 (SB) | Tatyana Tomashova RUS                                               | 4 min 05 s 14      |
| 3 000 m | Gabriela Szabo ROM                                              | 8 min 38 s 03  | Yelena Zadorozhnaya RUS                                               | 8 min 39 s 84 (SB) | Lidia Chojecka POL                                                  | 8 min 49 s 95      |
| 5 000 m | Olga Yegorova RUS                                               | 16 min 04 s 26 | Joanne Pavey GBR                                                      | 16 min 06 s 65     | Fatima Yvelain FRA                                                  | 16 min 08 s 21     |
| 3 000 m steeple | Justyna Bak POL                                                 | 9 min 43 s 38  | Cristina Casandra ROM                                                 | 9 min 49 s 51      | Melanie Schulz GER                                                  | 9 min 49 s 79      |
| 100 m haies (Vent : -0,2 m/s) | Patricia Girard FRA                                             | 12 s 64 (SB)   | Kirsten Bolm GER                                                      | 12 s 85            | Mariya Koroteyeva RUS                                               | 12 s 94 (SB)       |
| 400 m haies | Yuliya Pechonkina RUS                                           | 53 s 38 (CR)   | Anna Olichwierczuk POL                                                | 55 s 11 (SB)       | Natasha Danvers GBR                                                 | 55 s 68 (SB)       |
| 4 × 100 m | FRA Patricia Girard Muriel Hurtis Sylviane Félix Odiah Sidibé   | 42 s 41 (SB)   | GER Melanie Paschke Gabriele Rockmeier Sina Schielke Marion Wagner    | 42 s 49 (SB)       | RUS Natalya Ignatova Irina Khabarova Marina Kislova Yuliya Tabakova | 43 s 11 (SB)       |
| 4 × 400 m | GBR Catherine Murphy Helen Frost Helen Karagounis Lee McConnell | 3 min 27 s 87  | GER Nicole Marahrens Claudia Marx Birgit Rockmeier Florence Ekpo-Umoh | 3 min 28 s 72      | ITA Daniela Reina Daniela Graglia Manuela Levorato Danielle Perpoli | 3 min 29 s 14 (SB) |
| Saut en hauteur | Irina Mikhalchenko UKR                                          | 1,95 m         | Oana Pantelimon ROM                                                   | 1,93 m             | Kathryn Holinski GER                                                | 1,93 m (PB)        |
| Saut à la perche | Svetlana Feofanova RUS                                          | 4,70 m (CR)    | Yvonne Buschbaum GER                                                  | 4,60 m             | Vanessa Boslak FRA                                                  | 4,45 m             |
| Saut en longueur | Tatyana Kotova RUS                                              | 7,42 m (CR,PB) | Cristina Nicolau ROM                                                  | 6,65 m (PB)        | Bianca Kappler GER                                                  | 6,64 m             |
| Triple saut | Anna Pyatykh RUS                                                | 14,67 m (SB)   | Ashia Hansen GBR                                                      | 14,62 m            | Magdelín Martínez ITA                                               | 14,54 m            |
| Lancer du poids | Svetlana Krivelyova RUS                                         | 19,63 m        | Astrid Kumbernuss GER                                                 | 19,61 m            | Krystyna Zabawska POL                                               | 18,52 m            |
| Lancer du disque | Natalya Sadova RUS                                              | 65,91 m        | Nicoleta Grasu ROM                                                    | 63,05 m            | Franka Dietzsch GER                                                 | 59,30 m            |
| Lancer du marteau | Olga Kuzenkova RUS                                              | 73,07 m (SB)   | Manuela Montebrun FRA                                                 | 68,53 m            | Irina Sekachova UKR                                                 | 66,88 m            |
| Lancer du javelot | Tatyana Shikolenko RUS                                          | 64,81 m        | Felicia Moldovan ROM                                                  | 61,59 m            | Steffi Nerius GER                                                   | 59,98 m            |
| Records et Performances - AR : Record continental (area record) - CR : Record des championnats (championship record) - MR : Record du meeting (meet record) - NR : Record national (national record) - OR : Record olympique (olympic record) - PR : Record paralympique (paralympic record) - PB : Record personnel (personal best) - SB : Meilleure performance personnelle de la saison (season's best) - WL : Meilleure performance mondiale de l'année (world leader) - WJR : Record du monde junior (world junior record) - WR : Record du monde (world record) Circonstances et Conditions - DNF : N'a pas terminé (did not finish) - DNS : N'a pas pris le départ (did not start) - DQ : Disqualification (disqualification) - NM : Aucun essai valable enregistré (No Mark) - Q : Qualifié « directement » au prochain tour (ou à la prochaine compétition), lors d'une compétition majeure, grâce au classement ou à la réalisation des minima (automatic qualifier) - q : Qualifié au prochain tour (ou à la prochaine compétition), lors d'une compétition majeure, grâce au repêchage ou à la réalisation de l'une des meilleures performances parmi celles des « non qualifiés directement » (grâce au meilleur temps ou à la meilleure distance par exemple) (secondary qualifier) |                                                                 |                |                                                                       |                    |                                                                     |                    |

## Première division
La 1re division (First League), divisée en deux groupes, se dispute à Banská Bystrica (Slovaquie ) et à Séville (Espagne) les 22 et 23 juin 2002.
La Grèce et l'Espagne qualifient leurs deux équipes en Superligue, tandis que la Suisse est doublement reléguée.
| Place | Pays      | Points |
| ----- | --------- | ------ |
| 1     | Grèce     | 124    |
| 2     | Tchéquie  | 107    |
| 3     | Hongrie   | 101    |
| 4     | Belgique  | 85     |
| 5     | Slovaquie | 82     |
| 6     | Norvège   | 79     |
| 7     | Roumanie  | 74     |
| 8     | Lituanie  | 61     |

| Place | Pays     | Points |
| ----- | -------- | ------ |
| 1     | Espagne  | 132    |
| 2     | Suède    | 122    |
| 3     | Pays-Bas | 100    |
| 4     | Portugal | 91     |
| 5     | Slovénie | 77     |
| 6     | Danemark | 77     |
| 7     | Suisse   | 70     |
| 8     | Autriche | 48     |

| Place | Pays      | Points |
| ----- | --------- | ------ |
| 1     | Grèce     | 133    |
| 2     | Hongrie   | 107    |
| 3     | Tchéquie  | 107    |
| 4     | Bulgarie  | 104,5  |
| 5     | Finlande  | 99,5   |
| 6     | Slovaquie | 63     |
| 7     | Norvège   | 59     |
| 8     | Turquie   | 46     |

| Place | Pays        | Points |
| ----- | ----------- | ------ |
| 1     | Espagne     | 128    |
| 2     | Suède       | 111    |
| 3     | Biélorussie | 106,5  |
| 4     | Portugal    | 88,5   |
| 5     | Slovénie    | 88     |
| 6     | Pays-Bas    | 73     |
| 7     | Suisse      | 72,5   |
| 8     | Lettonie    | 51,5   |

## Seconde division
La 2e division (Second League), divisée en deux groupes, se dispute les 22 et 23 juin 2002 à Tallinn (Lettonie) et à Belgrade (Yougoslavie).
| Place | Pays        | Points |
| ----- | ----------- | ------ |
| 1     | Biélorussie | 127    |
| 2     | Estonie     | 118    |
| 3     | Irlande     | 114,5  |
| 4     | Lettonie    | 94     |
| 5     | Chypre      | 87,5   |
| 6     | Islande     | 74     |
| 7     | Géorgie     | 48     |
| 8     | Luxembourg  | 47     |

| Place | Pays               | Points |
| ----- | ------------------ | ------ |
| 1     | Bulgarie           | 173    |
| 2     | Israël             | 167,5  |
| 3     | Croatie            | 157    |
| 4     | Moldavie           | 150    |
| 5     | Turquie            | 149,5  |
| 6     | RF Yougoslavie     | 140    |
| 7     | Bosnie-Herzégovine | 111    |
| 8     | Arménie            | 83     |
| 9     | AASSE              | 62     |
| 10    | Macédoine du Nord  | 59     |
| 11    | Albanie            | 49     |

| Place | Pays       | Points |
| ----- | ---------- | ------ |
| 1     | Irlande    | 129    |
| 2     | Lituanie   | 124    |
| 3     | Estonie    | 112    |
| 4     | Danemark   | 106    |
| 5     | Chypre     | 95     |
| 6     | Islande    | 75     |
| 7     | Géorgie    | 40     |
| 8     | Luxembourg | 35     |

| Place | Pays               | Points |
| ----- | ------------------ | ------ |
| 1     | Belgique           | 173    |
| 2     | RF Yougoslavie     | 163    |
| 3     | Autriche           | 145,5  |
| 4     | Croatie            | 136    |
| 5     | Moldavie           | 117    |
| 6     | Israël             | 107    |
| 7     | Albanie            | 82,5   |
| 8     | Bosnie-Herzégovine | 52     |
| 9     | Macédoine du Nord  | 44     |
| 10    | AASSE              | 38     |

|  | Vainqueur de la compétition |  | Promotion en division supérieure |  | Relégation en division inférieure |